# Marie Anne de La Trémoille
Marie Anne de La Trémoille, princesse des Ursins (Parigi, 1642 – Roma, 5 dicembre 1722), è stata una nobildonna francese, che giocò un ruolo di centrale importanza alla Corte Reale Spagnola durante i primi anni di regno di re Filippo V, prima di essere cacciata dal Paese dopo una lotta di potere con la nuova regina, Elisabetta Farnese.

## Biografia
Fu sposata in giovane età ad Adrien Blaise de Talleyrand-Perigord, principe di Chalais. Suo marito, essendo stato coinvolto nel duello di quattro contro quattro, in cui il duca di Beauvilliers rimase ucciso nel 1663, fu costretto a lasciare il paese. Morì poco dopo in Spagna e la sua vedova si trasferì a Roma. Nel 1675 sposò il principe Flavio Orsini, Duca di Bracciano, andando a risiedere a Roma nel palazzo di Monte Giordano. Il matrimonio fu tutt'altro che armonioso, ma suo marito le lasciò la sua fortuna (la fantasia popolare pensò che fosse enorme, in realtà, il duca era quasi in bancarotta) e la leadership del partito francese a Roma. Ciò le portò una serie di cause legali con Livio Odescalchi, nipote di papa Innocenzo XI, il quale sosteneva che era stato adottato dal duca. Alla fine la vedova perse le cause e fu costretta a vendere il titolo e le proprietà del defunto marito agli Odescalchi.
In seguito assunse il titolo di Princesse des Ursins, una corruzione di Orsini, che le fu tacitamente permesso di usare, anche se non ebbe esistenza legale. La Princesse des Ursins aveva indugiato in una gran quantità di una diplomazia non ufficiale a Roma, in particolare con napoletani e spagnoli di rango, che era auspicabile per garantire come partigiani francesi in vista della prossima morte di Carlo II di Spagna, ed i piani di Luigi XIV di piazzare la sua famiglia sul trono di Spagna.
I suoi servigi in favore della Francia furono ricompensati nel 1700 con una generosa pensione di 20.000 lire. Quando Filippo di Francia, duc d'Anjou, nipote del re francese, fu nominato erede dal testamento di Carlo II, la principessa ebbe un ruolo attivo nel combinarne il matrimonio con la Principessa Maria Luisa di Savoia, una figlia del duca di Savoia. La sua ambizione era assicurarsi il posto di Camarera Mayor della Casa della giovane regina, una bambina di appena tredici anni. Con silenziosa diplomazia, e l'aiuto di Madame de Maintenon, ci riuscì, e nel 1701 accompagnò la giovane regina in Spagna in qualità di Camarera Mayor.
Fino al 1714, anno del decesso della sovrana, ella fu la persona più potente della Corte. Le sue funzioni sul re e la regina erano quali quelle di una balia. Le sue lettere mostrano che doveva metterli a letto la sera e farli alzare al mattino. Dà una descrizione più divertente dei suoi imbarazzi quando doveva entrare nella camera da letto reale, carica di capi d'abbigliamento e mobili. Ma se la Camarera Mayor faceva il lavoro di un servitore domestico, era per uno scopo politico serio. Si aspettava di badare agli interessi francesi nel palazzo, e di governare i nobili spagnoli, molti dei quali erano del partito austriaco, e che erano in genere contrari ai metodi stranieri, o di interferenze con l'etichetta assurdamente elaborata della corte spagnola.
In quello stesso anno, dopo la morte della regina, si adoperò presso il re, in combutta con il cardinale Alberoni, per combinare il nuovo matrimonio di Filippo V con Elisabetta Farnese, nipote di  Francesco, duca di Parma. Ma in seguito i rapporti con Elisabetta si guastarono, ed ella dovette lasciare la Spagna, rifugiandosi dapprima a Genova e poi a Roma, dove morì.
A lei e al suo titolo di principessa di Nerola, si deve il nome dell'essenza ottenuto dalla distillazione dei fiori di arancio amaro, da lei diffuso in Italia alla base di numerose preparazioni cosmetiche.